# Saulzais-le-Potier
Saulzais-le-Potier ist eine französische Gemeinde mit 476 Einwohnern (Stand: 1. Januar 2022) im Département Cher in der Region Centre-Val de Loire; sie gehört zum Arrondissement Saint-Amand-Montrond und zum Kanton Châteaumeillant.

## Geographie
Saulzay-le-Potier liegt etwa 60 Kilometer südlich von Bourges. Umgeben wird Saulzais-le-Potier von den Nachbargemeinden Faverdines im Nordwesten und Norden, La Celette im Nordosten und Osten, Épineuil-le-Fleuriel im Südosten und Süden sowie Vesdun im Südwesten und Westen.
Durch die Gemeinde führt die Autoroute A71.

## Bevölkerungsentwicklung
| Jahr                       | 1962 | 1968 | 1975 | 1982 | 1990 | 1999 | 2006 | 2019 |
| -------------------------- | ---- | ---- | ---- | ---- | ---- | ---- | ---- | ---- |
| Einwohner                  | 660  | 621  | 513  | 476  | 473  | 492  | 527  | 487  |
| Quellen: Cassini und INSEE |      |      |      |      |      |      |      |      |

## Sehenswürdigkeiten
- Kirche Saint-Oustrille, 1860 bis 1864 errichtet
- Schloss La Landes, seit 1992 Monument historique

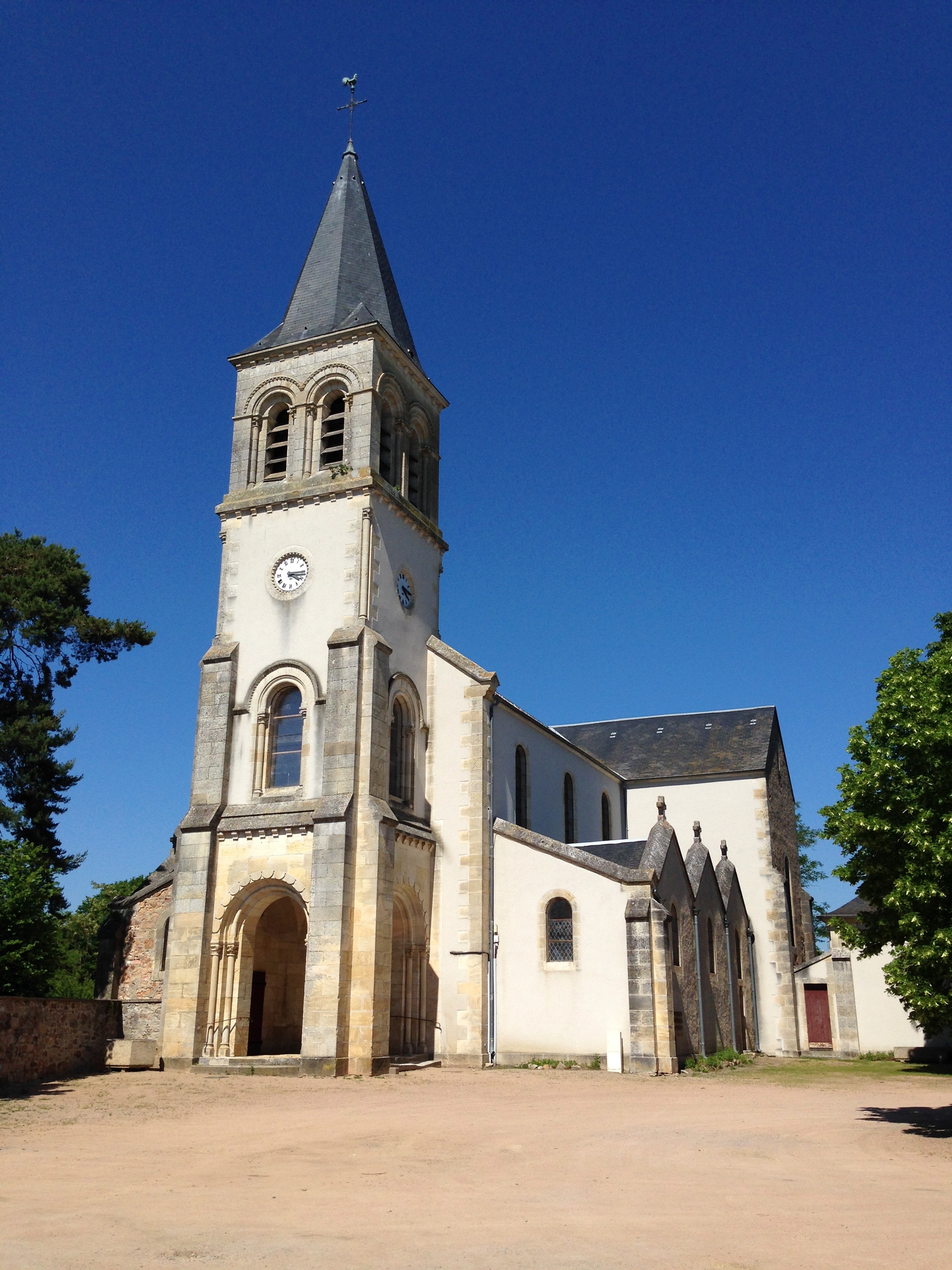
Kirche Saint-Oustrille

## Trivia
Nach den Berechnungen des Mathematikers und Priesters Théophile Moreux galt Saulzais-le-Potier als Mittelpunkt Frankreichs. Heute wird er in der Nachbargemeinde Vesdun bzw. in Nassigny gesehen.